# ریوس پلیس (کالیفرنیا)
ریوس پلیس (به انگلیسی: Reeves Place) یک منطقهٔ مسکونی در ایالات متحده آمریکا است که در شهرستان مندوسینو، کالیفرنیا واقع شده‌است. ریوس پلیس ۸۰۳ متر بالاتر از سطح دریا واقع شده‌است.